# 요로센!
《요로센!》(よろセン!)은 2008년 10월 6일부터 2009년 3월 27일까지 TV 도쿄 계열에서 평일 심야에 방송되었던 헬로! 프로젝트 멤버 출연의 TV 프로그램이다.

## 개요
- '요로센'이라는 타이틀은 '부탁해요 선생님'이라는 의미인 '요로시쿠 센세'(よろしく先生)의 준말이다.
- 『베리큐!(ベリキュー!)』의 후속 프로그램이며, 하로모니@의 종영으로 인해서, 헬로! 프로젝트의 멤버가 고정 출연하는 유일한 TV 프로그램이 되었지만, 이것도 2009년 3월 27일에 종영하였다.
- HD 제작.

## 출연자

### 헬로! 프로젝트
- 모닝구무스메。
- Berryz코보
- ℃-ute
- 마노 에리나(真野恵里菜)

## 프로그램 내용
- 각 그룹별로 나뉘어서 방송되며, 멤버 중 한 명이 선생님의 역할을 맡아 하나의 주제에 대해서 일주일 동안 강의를 하게 된다.
- 선생님의 역할을 맡지 않은 다른 멤버들은 기본적으로 학생이라는 설정으로 전부 교복을 착용한다(교복은 그룹별로 다르다).
- 마지막 수업에서는 배운 내용에 대한 테스트를 하는 경우도 있으며, 야외 수업을 하는 경우도 있다.
- 마노 에리나는 본편에서는 등장하지 않고, 프로그램의 마지막에 등장해 「오늘의 마노포인트」라는 코너를 통해서 그 회에 배운 내용을 정리하고, 그에 대한 자신의 코멘트를 한다.

### 테마 수업
- 다나카 레이나(田中れいな) - 2008년 10월 6일 ~ 10월 10일 : 총리대신
- 쿠스미 코하루(久住小春) - 2008년 10월 13일 ~ 10월 17일 : 스모
- 다카하시 아이(高橋愛) - 2008년 10월 20일 ~ 10월 24일 : 에도시대
- 카메이 에리(亀井絵里) - 2008년 10월 27일 ~ 10월 31일 : 마구로(다랑어)
- 스가야 리사코(菅谷梨沙子) - 2008년 11월 3일 ~ 11월 7일 : 판타지의 세계
- 시미즈 사키(清水佐紀) - 2008년 11월 10일 ~ 11월 14일 : 불고기
- 츠구나가 모모코(嗣永桃子) - 2008년 11월 17일 ~ 11월 21일 : 최신가전
- 스즈키 아이리(鈴木愛理) - 2008년 11월 24일 ~ 11월 28일 : 골프
- 나카지마 사키(中島早貴) - 2008년 12월 1일 ~ 12월 5일 : 낫키적, 세계위인 DEN!!
- 쿠마이 유리나(熊井友理奈) - 2008년 12월 8일 ~ 12월 12일 : 패션
- 야지마 마이미(矢島舞美) - 2008년 12월 15일 ~ 12월 19일 : 세계의 반찬
- 우메다 에리카(梅田えりか) - 2008년 12월 22일 ~ 12월 26일 : 스위츠를 만드는 조리실습
- 니이가키 리사(新垣里沙) - 2009년 1월 5일 ~ 1월 12일 : 성인식
- 미츠이 아이카(光井愛佳) - 2009년 1월 13일 ~ 1월 22일 : 애완동물
- 링링(リンリン) - 2009년 1월 23일 ~ 1월 30일 : 중국최신정보
- 아리하라 칸나(有原栞菜) - 2009년 2월 2일 ~ 2월 6일 : 미술
- 오카이 치사토(岡井千聖) - 2009년 2월 9일 ~ 2월 13일 : 학활
- 미치시게 사유미(道重さゆみ) - 2009년 2월 16일 ~ 2월 20일 : 철도
- 쥰쥰(ジュンジュン) - 2009년 2월 23일 ~ 2월 27일 : 전국에키벤구루메
- 나츠야키 미야비(夏焼雅) - 2009년 3월 2일 ~ 3월 6일 : 게임
- 토쿠나가 치나미(徳永千奈美) - 2009년 3월 9일 ~ 3월 13일 : 에코
- 스도우 마아사(須藤茉麻) - 2009년 3월 16일 ~ 3월 20일 : 탁구
- 하기와라 마이(萩原舞) - 2009년 3월 23일 ~ 3월 27일 : 반년간의 총집편[1]

## 방송국과 방송 시간
아래의 방송국은 모두『베리큐!(ベリキュー!)』를 방송한 이후 계속해서 방송하고 있다.
| 주요 방송 지역 | 방송국           | 계열         | 방송 요일과 방송 시간                                                            |
| -------------- | ---------------- | ------------ | -------------------------------------------------------------------------------- |
| 간토 광역권    | TV 도쿄 (제작국) | TV 도쿄 계열 | 월요일・화요일・목요일 24:53 ~ 25:00, 수요일 25:13 ~ 25:20, 금요일 25:53 ~ 26:00 |
| 오사카부       | TV 오사카        | TV 도쿄 계열 | 월요일・화요일・목요일 24:53 ~ 25:00, 수요일 25:13 ~ 25:20, 금요일 25:53 ~ 26:00 |

- 그 외에도 방송전파 월경을 통해 야마나시현이나 교토부, 효고현, 나라현, 도쿠시마현의 일부, 시즈오카현, 나가노현, 시가현, 와카야마현, 가가와현의 극히 일부 지역에서도 시청이 가능하다.
- 다른 TXN 계열의 방송국 4곳에서는 방송되지 않고 있으며 또한, BS JAPAN은 음악 제작자 연맹과의 저작권·초상권 문제가 해결되지 않아서 방송하지 않고 있다.

## DVD
- 요로센! Vol.1 (2009년 9월 30일)
- 요로센! Vol.2 (2009년 9월 30일)
- 요로센! Vol.3 (2009년 10월 28일)
- 요로센! Vol.4 (2009년 10월 28일)
- 요로센! Vol.5 (2009년 11월 25일)
- 요로센! Vol.6 (2009년 11월 25일)
- 요로센! Vol.7 (2009년 12월 23일)